# Himmiste
Himmiste est un village d'Estonie situé dans la commune de Saaremaa (jusqu'en  octobre 2017 commune de Lääne-Saare) du comté de Saare.